# Grafo de Gray
No campo da matemática da teoria dos grafos o grafo de Gray é um grafo não direcionado bipartido, com 54 vértices e 81 arestas. É um grafo cúbico: todo vértice toca exatamente três arestas. Foi descoberto por Marion C. Gray, em 1932, (de forma inédita), em seguida, descoberto independentemente por Bouwer 1968, em resposta a uma pergunta feita por Jon Folkman em 1967. O grafo de Gray é interessante como o primeiro exemplo conhecido de um grafo cúbico tendo a propriedade algébrica de ser aresta-transitivo, mas não sendo vértice-transitivo (ver abaixo).
O grafo de Gray tem um número cromático 2, índice cromático 3, raio 6 e diâmetro 6. Ele é também um grafo 3-vértice-conectado e 3-aresta-conectado não-planar.

## Construção
O grafo de Gray pode ser construído  dos 27 pontos de uma grade de 3 × 3 × 3 e as 27 linhas de eixo paralelo a esses pontos. Esta coleção de pontos e linhas formam um configuração projetiva: cada ponto tem exatamente três linhas, através dele, e cada linha tem exatamente três pontos sobre ela. O grafo de Gray é o grafo de Levi dessa configuração, que tem um vértice para cada ponto e para cada linha da configuração, e uma aresta para cada par de um ponto e uma linha que se tocam. Esta construção generaliza (Bouwer 1972) para qualquer dimensão n ≥ 3, rendendo um grafo de Levi n-valente com propriedades algébricas semelhantes às do gráfico deGray.
Em (Monson, Pisanski, Schulte, Ivic-Weiss 2007), o grafo de Gray aparece como um tipo diferente de grafo de Levi com as arestas e faces triangulares de uma determinada localmente toroidal resumo regular 4 politopo. É, portanto, o primeiro de uma família infinita de grafos cúbicos similarmente construídos.
Marušič e Pisanski (2000) indicaram vários métodos alternativos de construção do grafo de Gray. Como acontece com qualquer grafo bipartido, não há ciclos de comprimento impar, e também não há ciclos de quatro ou seis vértices, de modo que a cintura do gráfico Gray é 8. A superfície orientada mais simples sobre a qual o grafo de Gray pode ser incorporado tem gênero 7. O grafo de Gray é hamiltoniano e pode ser construído a partir da notação LCF:
{\displaystyle [-25,7,-7,13,-13,25]^{9}.\ }

## Propriedades algébricas
O grupo de automorfismo do grafo de Gray é um grupo de ordem 1296. Ele atua transitivamente nas arestas do grafo, mas não em seus vértices : existem simetrias levando cada aresta para qualquer outra aresta mas não tomando cada vértice para qualquer outro vértice. Os vértices que correspondem a pontos da configuração subjacentes apenas podem ser simétricos para outros vértices que correspondem a pontos, e os vertices que correspondem a linhas só podem ser simétricos para outros vértices que correspondem a linhas. Portanto, o grafo de Gray é um grafo semi-simétrico, o menor possível grafo semi-simétrico cúbico.
O polinômio característico do grafo de Gray é
{\displaystyle (x-3)x^{16}(x+3)(x^{2}-6)^{6}(x^{2}-3)^{12}.\ }

## Galeria

O grafo de Gray
O número cromático do grafo de Gray é 2.
O índice cromático do grafo de Gray é 3.
A configuração básica do grafo de Gray.